# Palpimanus uncatus
Palpimanus uncatus is een spinnensoort uit de familie Palpimanidae. De soort komt voor in Egypte, Turkije en Griekenland.